# Anapisona guerrai
Espèce
Anapisona guerrai est une espèce d'araignées aranéomorphes de la famille des Anapidae.

## Distribution
Cette espèce est endémique du département de Magdalena en Colombie,. Elle se rencontre vers San Lorenzo vers 2 000 m d'altitude dans la Sierra Nevada de Santa Marta.

## Description
Le mâle holotype mesure 1,02 mm.

## Étymologie
Cette espèce est nommée en l'honneur de José Guerra.

## Publication originale
- Müller, 1987 : Spiders from Colombia IV. Anapis nevada n. sp. and Anapisona guerrai n. sp. from the Sierra Nevada de Santa Marta (Araneida: Anapidae). Bulletin of the British Arachnological Society, vol. 7, p. 183-184.